# Bulbophyllum leptoleucum
Bulbophyllum leptoleucum là một loài phong lan thuộc chi Bulbophyllum.